# 秋月種実
秋月 種実（あきづき たねざね）は、戦国時代末期から安土桃山時代前期にかけての武将・戦国大名。秋月氏16代当主。

## 生涯

### 大友家との抗争
天文17年（1548年）、筑前国の国人である秋月氏15代当主・秋月文種（種方）の次男として誕生したといわれる。
弘治3年（1557年）、大内氏の内紛を好機とみた毛利元就は、大内氏の当主・義長を討って、大内氏を滅亡に追い込んだ。これにより毛利元就は、九州を除く大内氏の旧領の大半を手中に収めることに成功した（防長経略）。
同じく弘治3年（1557年）、秋月氏では、毛利元就の調略に応じて大友氏に反旗を翻し、父・文種や長兄・晴種が大友宗麟の猛攻を受けて自害したが、種実は家臣に連れられて古処山城の落城寸前に脱出し、毛利氏を頼って周防国山口に逃走した。
永禄2年（1559年）1月、秋月氏の旧臣・深江美濃守は毛利氏の支援を得て、種実を居城に迎えると、古処山城を占拠していた大友軍を破り、秋月氏の旧領をほぼ回復した。種実の弟・種冬は高橋鑑種の養子として豊前国小倉城に入り、種信は長野氏を継いで豊前馬ヶ岳城主となり、元種は香春岳城主となり、それぞれ大友氏に対抗した。秋月氏の名が史上もっとも現れるのは、この種実の代からである。
大友氏は1559年に幕府より筑前守護に任じられた。
永禄10年（1567年）、高橋鑑種が大友氏に反旗を翻すと種実も挙兵し、秋月氏は9月3日の休松の戦いで夜襲を敢行した。9月4日の夜半、風雨の強まる中、秋月種実は夜襲を決行する。2,000の兵を率いて、臼杵鑑速、吉弘鑑理（高橋紹運の父）の陣に突撃した。秋月勢の夜襲で混乱状態に陥り敗走する鑑理・鑑速の兵が、戸次鑑連（立花道雪）の陣へと逃げ込んだ。鑑連はぬかりなく夜襲に備えていたが、なだれ込んできた敗走兵との同士討ちが始まってしまう。鑑連は同士討ちを演じる味方に怒り、同士討ちを収拾し、友軍の敗走を助けて追っ手の秋月勢を撃退したが甚大な被害を受け、全軍に後退を命じた先が山隈城（花立山）であった。この戦いで戸次一族は打撃を受け、鑑連の弟・鑑方らが討死した。
これにより毛利元就の九州侵攻も始まり、永禄11年（1568年）には立花鑑載が大友氏に反旗を翻すなど、一時は反大友勢力が優勢だったが、7月23日に立花山城が大友軍によって陥落し、永禄12年（1569年）5月28日に毛利軍も多々良浜の戦いで大友軍に敗れたため、8月に種実は大友宗麟に降伏した。

### 最盛期
天正6年（1578年）に耳川の戦いによる大敗で大友氏が衰退すると、秋月種実は大友氏に再度反抗、龍造寺隆信や筑紫広門らと手を結んだ。さらに大友宗麟の「暴悪十ヶ条」を掲げて筑前とその周辺諸国へ触れ廻り、大友に背く者同士で連判し合った。
大友家家臣・筑後国長岩城城主、問註所統景は、耳川の戦いで大友氏が大敗して影響力を弱め、代わりに肥前国の龍造寺氏が筑後で勢力を伸ばし諸勢力の殆どが大友氏から龍造寺氏に次々と寝返った後も、五条鎮定と共に大友氏に筋を通し筑前国の秋月氏らの監視に当たった。
天正8年（1580年）2月28日に、秋月氏は豊前の猪膝にて大友方田北紹鉄、朽網鑑康の兵8百人を討ち取るなどした。しかし、種実の筑前侵攻は立花道雪と高橋紹運によって退けられてしまう。
天正12年（1584年）に龍造寺隆信が沖田畷の戦いで敗死すると、種実は代わって勢力を伸ばしてきた島津義久に従属する。種実は大友軍の立花道雪が島津氏と龍造寺氏を挟撃しようという使者を出す前に、いち早く龍造寺と島津の和睦交渉の橋渡し役となり、なおも大友氏に反抗。島津氏と龍造寺氏の争いを回避し、島津氏が大友攻略に戦力を絞る役割を果たした。
天正12年（1584年）8月、立花道雪・高橋紹運は大友氏の筑後奪回戦に参陣。紹運の子・立花宗茂は道雪出陣後、1,000程の兵力とともに立花山城の留守を預かることとなった。この時、立花山城に種実率いる8,000の兵が攻め寄せて来たが、宗茂はこれを撃破し、更に西の早良郡の曲淵房助や副島放牛が拠る飯盛城など龍造寺氏の城砦を襲撃した。そして種実は、島津氏と大友氏の争いの中で大友領を侵食してゆき、最終的には筑前、豊前、筑後国北部に36万石にも及ぶ勢力範囲を有し、秋月氏の最盛期を築き上げる。
天正14年（1586年）に、種実は島津氏の大友領侵攻に従って岩屋城を攻めた（岩屋城の戦い）。

### 日向へ移封
天正15年（1587年）に豊臣秀吉の九州平定の軍勢が九州へ進軍した際に種実は、講和の使いと称して敵情を探らせるべく、重臣・恵利暢堯を秀吉の許へ派遣する。秀吉は圧倒的な富と物資動員力に支えられた自軍の威容を見せつけると恵利へ「降伏すれば種実へ筑前・筑後の二国を与え、恵利にも3万石を与える」とした。
復命した恵利は、時代の流れを悟って秀吉に従うように諫言したが種実は恵利を面罵して退場を命じ、島津家との義盟に従い秀吉との抗戦を宣告した。これを思い留めさせるべく恵利は諌死に及んだが種実は応じず、島津方に与して秀吉率いる豊臣勢と戦い、敗北した。そして籠城中に秀吉得意の一夜城作戦（益富城）により、秀吉軍の実力を明確に思い知らされることとなり、完全に戦意を喪失して降伏することとなった。
このとき種実は剃髪し、楢柴肩衝と国俊の刀を秀吉に献上し、娘の竜子を人質に出したことにより秋月氏は存続を許されたが、秀吉の命令で日向国財部（後の高鍋）3万石に減移封された。種実はその際、「10石でもいいから秋月に居たい」と嘆いたとする。失意の種実は、家督を嫡男の種長に譲って隠居した。
慶長元年（1596年）9月26日、高鍋で死去。享年49。

## 関連書籍
- 水木ひろかず『秋月悲話―史実と巷説と伝承』人と文化社 (叢書・人と文化 (9))
- 佐野量幸「九州戦国第四の男 秋月種実」『福岡戦国武将物語(上)』光山製作所